# Jerzy Feliks Karcz
Jan Witold Karcz (ur. 1921 w Grudziądzu, zm. 1970) – polski ekonomista. 

## Życiorys
Był synem generała Jana Karcza, jego bratem był Jan Witold Karcz. W 1939 roku ukończył I Państwowego Gimnazjum i Liceum im. Stefana Batorego w Warszawie. W 1939 roku przez Litwę dostał się do Francji, gdzie ukończył  szkołę podchorążych piechoty w Coëtquidan. Walczył w 1 Dywizji Grenadierów i dostał się do niewoli (Stalag IV B).
Po wojnie wyjechał do USA, gdzie uzyskał stopień doktora filozofii na Uniwersytecie Columbia. Był profesorem ekonomii na Uniwersytecie Kalifornijskim w Santa Barbara.